# Beatrice Lamwaka
Béatrice Lamwaka, née à Alokolum, dans le district de Gulu; est une femme écrivaine ougandaise.
Elle évoque notamment dans ses œuvres les questions touchant les femmes, y compris le lVIH/SIDA, l'impact des guerres sur les femmes et les enfants, et la société ougandaise, avec quelquefois des éléments autobiographiques, ayant vécu durant son enfance dans une zone marquée par deux décennies de conflits. L'armée ougandaise y était confrontée en particulier à une  milice, l'Armée de résistance du Seigneur.

## Biographie
Lamwaka naît et grandit à Alokolum, dans le district de Gulu, en Ouganda. Son père est assistant médical. Alokolum est une ville du nord de l'Ouganda, au sein d'une région déchirée par la guerre civile depuis la fin des années 1980. Elle-même est conduite à s'installer durant une période chez une parente. Un de ses frères est enlevé par l'Armée de résistance du Seigneur (LRA), une milice contrôlé par Joseph Kony qui n'hésite pas à capturer des enfants pour en faire des soldats ou des domestiques. Contre toute attente, son frère survit, et réussit à revenir dans sa famille  quelques mois plus tard. Mais ni lui ni sa famille ne parlent de ce qu'il a vécu. Ce frère meurt d'une pneumonie, à 15 ans.
Elle étudie à Namugongo, avant de rejoindre l'université Makerere. Elle se spécialise dans la littérature et l'anglais. Elle poursuit par un master en droits humains de l'université de Makerere.
Dans sa troisième année à l'Université de Makerere, en 1998, elle rejoint FEMRITE, une organisation visant à promouvoir les femmes écrivains et à faciliter leur publication. Elle consacre dès lors une partie de son temps à l'écriture, trouvant aussi, en mettant des mots sur des pages, un moyen d'exprimer ce quelle a vécu dans son enfance, y compris par des fictions,,. En 2001, sa première nouvelle, Vengeance of the Gods, est publiée dans une anthologie, Words From A Granary. En 2002, elle écrit Queen of Tobacco. Cette histoire est reprise par le British Council dans un projet s'intitulant Crossing Borders, dirigé par le professeur Graham Mort (en),. En 2011, elle est nommée pour l'édition 2011 du Prix Caine pour une histoire en partie autobiographique, Butterfly Dreams,,. Ses nouvelles sont publiées dans divers recueils ou anthologies, tels que To See the Mountain and other stories, and African Violet and Other Stories, Butterfly Dreams and Other Stories from Uganda, Words from A Granary, World of Our Own, Farming Ashes, Summoning the Rains,  Queer Africa: New and Collected Fiction, PMS poemmemoirstory mais aussi dans des périodiques.
Elle est enseignante et chercheuse en Ouganda. Elle reçoit également une bourse de la Harry Frank Guggenheim Foundation. En 2009, elle devient écrivaine en résidence au Château de Lavigny, en Suisse. En novembre 2013, elle est en résidence au Centre Bellagio de la Fondation Rockefeller. Elle se voit décerner, en 2011, le Young Achievers Award dans la catégorie de l'Art, de la Culture et de la Mode.
Elle est également la fondatrice et la directrice de Arts Therapy Foundation, une organisation à but non lucratif qui fournit un soutien psychologique et émotionnel par le biais de thérapies par les arts. Elle est secrétaire générale du PEN en Ouganda.

## Principales ublications

### Livre de contes
- Anena's Victory, Fountain Publishers, 2003 (ISBN 9970-02-189-3)

### Nouvelles
- "Chief of the Home", in Queer Africa : New and Collected Fiction, MaThhoko's books, 2013, 214 p. (ISBN 978-1-920590-33-8)
- "Butterfly Dreams", in Word of our own and other stories, Femrite Publications, 2012, 226 p. (ISBN 978-9970-70-025-7)
- "Bonding Ceremony", in Summoning the rains : 3rd FEMRITE Regional Residency for African Women Writers, Femrite Publications, 2012, 226 p. (ISBN 978-9970-70-025-7)
- "Butterfly Dreams", in To See the Mountain and other stories, New Internationalist Publications LTD, 2011, 215 p. (ISBN 978-1-906523-86-2)
- "Bottled Memory", in To See the Mountain and other stories, New Internationalist Publications LTD, 2011, 215 p. (ISBN 978-1-906523-86-2)
- Pillar of Love, in African Violet and Other Stories, New Internationalist Publications LTD, 2011, 228 p. (ISBN 978-1-78026-074-7)
- "Butterfly Dreams", in Butterfly Dreams and Other Stories from Uganda, Typhon media, 2010 (ISBN 978-988-15-1658-9)
- "The Garden of Mushrooms", in Faming Ashes : Tales of Agony and Resilience, Femrite Publications, 2009, 106 p. (ISBN 978-9970-70-020-2, présentation en ligne)
- "Village Queen", in Talking Tales, Femrite Publications, 2009, 193 p. (ISBN 978-9970-70-021-9, présentation en ligne)
- "The Family of Three"; "The Bully"; and "The Garden of Mushrooms", in Women in Warzone Experiences, Femrite Publications, 2009
- "The Star in My Camp", in (en) Writing from Africa 2009, Cape Town, Johnson and Kingjames Books, 2009, 403 p. (ISBN 978-0-620-43428-7, présentation en ligne)
- "I Always Know", in Painted Voices : A collage of art and poetry, volume II, Femrite Publications, 2009 (ISBN 978-9970-70-018-9)
- "Vengeance of Gods", in Words from a Granary : An Anthology of Short Stories, Femrite Publications, 2001, 95 p. (ISBN 978-9970-70-001-1)
- "Butterfly Dreams"
- "Queen of Tobacco", Gowanus Books, 2002

### Poèmes
- "Mwoc Acoli", "Nyeri", dans A Thousand Voices Rising : An Anthology of Contemporary African Poetry, BN Poetry Foundation, 2014, 177 p. (ISBN 978-9970-92-340-3)
- "The Stars in Gulu", Painted Voices : A collage of art and poetry, volume II, Femrite Publications, 2009 (ISBN 978-9970-70-018-9)

## Prix
- Young Achievers Award 2011 (Catégorie Art,  Culture et  Mode).
- Primée par le Council for the Development of Social Science Democratic Governance Institute, en 2012
- Nommée pour le Caine Prize pour l'Écriture Africaine 2011.
- Finaliste pour le prix littéraire PEN/John Studzinski, en 2009[11].
- Bénéficiaire d'une aide de la Harry Frank Fondation Guggenheim en 2009[3]